# Odense Atletik/Odense Gymnastikforening
Odense Atletik/Odense Gymnastik Forening, Odense Atletik/OGF eller OA/OGF er en dansk atletikklub, den er Fyns største atletikklub og en af de største i Danmark.
Klubben er en fusion med virkning fra 1990 mellem Odense Gymnastik Forenings atletikafdeling og Odense Freja, efter fusionen blev den nye klub Odense Atletik/OGF en underafdeling under Odense Gymnastik Forening. OGF Motion fortsatte som en egen selvstændig underafdeling under Odense Gymnastik Forening og indgik således ikke i fusionen. 
Klubben har i sin levetid været stærkest repræsenteret på mellem- og langdistanceløbs fronten, bl.a. har Claus Bugge Hansen været en meget markant profil i dansk atletik.
OA/OGF her Odense Atletikstadion som hjemmebane.
OA/OGF er arrangør for det  motionsløbet DHL-Stafetten på fyn. 

## Kendte medlemmer
- Aksel Jensen